# Semberija
La Semberija (in serbo Семберија?) è una regione geografica della Bosnia ed Erzegovina. Il centro principale della regione è Bijeljina. La Semberija è delimitata dai fiumi Drina e Sava e dai monti della Majevica. 
Il terreno è fertile e particolarmente favorevole allo sviluppo dell'agricoltura.
La maggior parte del suo territorio è localizzato nella entità Repubblica Serba di Bosnia ed Erzegovina, e in parte minore nell'altra entità facente parte della  Federazione di Bosnia ed Erzegovina.
Secondo stime recenti, nella regione vivrebbero circa 200 000 persone, concentrate per la maggior parte nella municipalità di Bijeljina.

## Nome
Il nome Semberija è probabilmente di origine ungherese e verosimilmente originario del XII-XIII secolo, quando quest'area era sotto influenza del Regno d'Ungheria.

## Storia
La Semberia fu menzionata per la prima volta nel 1533 durante il dominio ottomano. La regione di Semberija un tempo cattolica, con il dominio ottomano (1463-1878), Bijeljina e dintorni persero gran parte della popolazione cattolica emigrata in Croazia. Nel periodo precedente alle invasioni turche e alla conquista della Bosnia da parte turca, la Bosnia orientale aveva la maggior parte dei monasteri cattolici lungo la Drina e Bijeljina aveva due monasteri. 
Nella Semberija era diffusa anche la setta dei Bogomili, di cui rimangono i resti della necropoli di Stećak.
In epoca ottomana, la regione apparteneva al sangiaccato di Zvornik. Il deflusso della popolazione croata è continuato nella prima e nella seconda guerra mondiale. 

## Città principali

### Repubblica Serba di Bosnia ed Erzegovina

#### Regione di Bijeljina
- Bijeljina
- Ugljevik
- Lopare

### Federazione di Bosnia ed Erzegovina

#### Cantone di Tuzla
- Čelić
- Teočak